# 故郷 (1972年の映画)
『故郷』（こきょう）は、1972年に松竹が製作、公開した日本映画。山田洋次の監督による、いわゆる民子三部作（1970年の『家族』、本作、1980年の『遙かなる山の呼び声』）の第2作。

## 解説
瀬戸内海の小島で石の運搬をしている一家が高度経済成長の波に追われ、父祖の地に哀惜の思いを残しながら、島を出て新天地で暮らすことを決断するまでを描いた作品。舞台となった広島県倉橋島（現呉市）に長期滞在し、島の住民を多く登場させるなど、『家族』同様ドキュメンタリーの手法も交えて撮った。
山田洋次監督作品で、初めてエンドクレジットロール（横書）を使用している作品である。

## 物語
瀬戸内海の小島、倉橋島に住む精一、民子の夫婦は小さな古い砕石運搬船で石を運び、生計を立てていた。しかし、船のエンジンの調子が悪く、さらに荒れた海に出た日に船体も壊れてしまう。すでに耐用期間も過ぎた船体の修理には精一にとっては多額の費用が必要であった。今後の生活を悩む中、尾道市向島にある造船所を見学し、故郷を捨てる決心をする。

## スタッフ
- 監督・原作：山田洋次
- 製作：島津清
- 脚本：山田洋次、宮崎晃
- 撮影：高羽哲夫
- 音楽：佐藤勝
- 主題歌：「風の舟唄」（歌：加藤登紀子）
  - 作詞：加藤登紀子／作曲・編曲：佐藤勝
- 美術：佐藤公信
- 録音：中村寛
- 調音：松本隆司
- 照明：飯島博
- 編集：石井巌
- 監督助手：五十嵐敬司
- 装置：小野里良
- 装飾：町田武
- 進行：福山正幸
- 衣裳：東京衣裳
- 現像：東洋現像所
- 製作主任：池田義徳
- 操船指導：大和丸　桝本伊和巳　桝本浄
- 映倫：17365

スタッフ本編クレジット表記順

## 出演
- 石崎民子：倍賞千恵子
  - 精一の妻。六年前に機関士の資格を取った。
- 石崎精一：井川比佐志
  - 大和丸船長。
- 石崎仙造：笠智衆
  - 精一の父。精一が尾道へ移った後も島に残る。仙造によると石崎家は仙造のおじいさんの時代から島に住んでいるという。
- 石崎健次：前田吟
  - 精一の弟。かつては島で石船を操作していたが現在は広島市に移り住み工場で働いている。
- 石田和枝：阿部百合子
  - 精一の姉。
- 石田耕司：矢野宣
  - 和枝の夫。精一へ向島の造船所を紹介する。
- 石崎保子：田島令子
  - 健次の妻。
- 棟梁:岩崎徹
  - 精一に「大和丸はいくら修理しても一年でまた壊れてしまう」と進言する。自分もこの代で仕事をやめる覚悟でいる。
- 杉田俊也
- 笠井ひろ
- 造船所の係員:松野健一
  - 精一に造船所を案内してくれる。
- 石崎千秋：伊藤千秋（日本児童）
  - 長女。祖父仙造と仲が良く、島を出ていく日、仙造にしがみついて離れなかった。
- 石崎まゆみ：伊藤まゆみ
  - 次女。毎回石船に乗っている。
- 松下松太郎：渥美清
  - 精一の友人で島で魚の行商をしており売れ残りの魚を民子へ持ってきてくれる。戦前、朝鮮で生まれており、終戦後の引き上げ時に両親や妻を亡くしている。違う土地からの移住だが死んだ妻の墓があるため島に居続けている[3]。

本編クレジット表記順　

## 製作

### 企画
山田洋次が渥美清ら数人とで旅行に出掛けることになり、「瀬戸内の島に行ってみよう」となった。広島駅で列車を降りて、連絡船で瀬戸内の島々をあちこち巡った。倉橋島の丘の上で座って休憩していたら、石ころを山ほど積んだ小さな木造船が眼下をゆっくりと進んで行った。石の重みで今にも沈みそうな船の甲板を波がざぶざぶ洗う。船長の後ろでは、小さな子供が船から落ちないように紐で手すりに結びつけられていて、奥さんらしい女性が洗濯物を干していた。たった一つの映像が一本の映画を生むことがある。モデルとなったこの石船の船長も映画と同じく、撮影の翌年には大きな鋼鉄船に仕事を奪われ、中世以来の長い歴史がある誇り高い瀬戸内の海運業も終わりにした。高度成長期という荒波にあっという間に押し流されてしまい、人々に育てられ、大切に守られてきた、きめの細かい文化も一緒に消える、炭鉱の灯が消える1977年の『幸福の黄色いハンカチ』も瀬戸内の石船を描いた本作も同じテーマをモチーフにしたものと山田監督は話している。

## ロケ地
- 広島県呉市
  - 倉橋島[1]（撮影当時は安芸郡）
    - 音戸大橋と音戸の瀬戸の風景（音戸大橋は当地の象徴的建造物として、巻頭で広島市内宇品の埋立地（出島）へ砂利を運ぶ主人公夫婦の運搬船の遠景、倍賞千恵子が義理の弟へ会いに広島市へ向かうバスからの風景、最後の航海として音戸の瀬戸を航海中、船から橋を見上げるカットと都合3度登場。これに伴い、呉市警固屋近辺の風景、潜水艦等も映る(現在のアレイからすこじま)）
    - 倉橋町大向（主人公家族が住む町）[4]
    - 音戸町田原港（魚屋役の渥美清が住むアパート。渥美は他から来た流れ者の設定で、出演者全員が広島弁ながら唯一標準語で話す。笠智衆とのやりとりで、「方々行ったがこんないいとこはない」「こんないいとこ何でみんな出て行っちゃうのかねえ？」等と、また病気見舞いに訪ねて来た井川比佐志が「砂利運搬船を辞めて、尾道の造船所で働く」と話すと残念がり、「船長さんと労働者は違うよ」等と話す）

  - 広島市
    - 紙屋町交差点付近（前記、倍賞が義弟役・前田吟に会うため、広島市を訪れるカット）
    - そごう広島店開店前の広島バスセンター
    - 原爆ドーム・相生橋
    - 広島電鉄皆実町六丁目電停（画面右が専売公社広島工場、現在のゆめタウン広島）

  - 尾道市
    - 向島（日立造船向島工場（主人公夫婦が転職先として見学に行ったのは、2005年公開の『男たちの大和/YAMATO』でメインの撮影が行われ、撮影終了後、戦艦大和のロケセットが一般公開された日立造船向島西工場である。本作撮影時は稼働中だった）
    - 大林宣彦監督の『さびしんぼう』でも出る渡し船